# Ступников, Сергей Данилович
Сергей Данилович Ступников (1890—1949) — советский учёный-химик, доктор технических наук, профессор, лауреат Сталинской премии (1946).

## Биография
Член РКП(б) с 1919 года, до этого какое-то время состоял в партии эсэров.
Работал на Донецком содовом заводе в г. Лисичанск, с 1921 года первый «красный» директор. Командирован на учёбу в МХТИ, затем окончил его аспирантуру.
С 1931 г. работал в институте Гипрохим.
С 1 июля 1932 года первый директор института «Гипроазот». В 1933—1935 гг. работал в Германии. Затем до 22.02.1937 директор завода № 102 (Куйбышевский химический завод), выпускавшего отравляющие вещества (иприт, жидкий хлор) и в качестве гражданской продукции — химические реактивы.
С 22.02.1937 главный инженер 6-го Главного Управления Наркомата оборонной промышленности СССР. В конце того же года или в начале следующего арестован (возможно — по доносу Постышева от сентября 1937 г.). Содержался в Куйбышеве, затем в Бутырской тюрьме.
В июле 1941 г. направлен на работу на завод № 98 Наркомата боеприпасов, г. Молотов (Пермь). В 1943 г. освобождён и назначен главным инженером особого бюро Управления химической промышленности НКХП СССР. С 1945 г. главный инженер Государственного института по проектированию заводов основной химической промышленности Минхимпрома СССР — «Гипрохим».
Доктор технических наук (1945). Профессор МХТИ и НИУИФ (Научного института удобрений и инсектофунгицидов). Докторская диссертация:
- Комплексная интенсификация башенного процесса производства серной кислоты : диссертация … доктора технических наук : 05.00.00. — 168 с. : ил.

Умер в 1949 г. в Москве. Похоронен на Новодевичьем кладбище.

## Награды и звания
- 1946 — лауреат Сталинской премии 2-й степени (в составе коллектива) «за разработку и внедрение в промышленность методов интенсификации производства серной кислоты» в 1943—1944 годах.
- Награждён орденом «Знак Почёта» (03.04.1944).

## Семья
Брат — Ступников Георгий Данилович (1900—1937), старший инженер 2 Отдела 3 ГУ НКОП СССР. Репрессирован. Жена — Ступникова Лидия Фёдоровна (1897—1976). Дочь — Ступникова Татьяна Сергеевна (1923—2005), переводчик-синхронист на Нюрнбергском процессе, автор книги воспоминаний «Ничего, кроме правды». Дочь — Ступникова Оксана Сергеевна (1930—2011).